# Teresina S.A.
Teresina S.A. (o Les Teresines) és una sèrie de televisió del tipus comèdia de situació, creada i interpretada per La Cubana i produïda per Televisió de Catalunya l'any 1992. Fou estrenada a TV3 el 2 d'abril del 1992. Està formada per tretze episodis de trenta minuts de duració cadascun.

## Argument
Les Teresines són tres germanes solteres i jubilades, (Teresina, Maria Teresa i Tere Carbonell) que viuen juntes en un pis a Gràcia (al carrer Verdi), on bàsicament, juntament amb la resta de veïns —tots molt pintorescos i divertits—, es passen el dia xafardejant i treballant en l'economia submergida, preparant comandes de tot tipus a casa seva.
Cada episodi conté una història independent on les situacions provocades pels personatges fan que els embolics siguin gairebé constants. La sèrie és considerada com un petit homenatge a les mares, tietes, oncles, veïnes, amics, botiguers, nens i nenes «teresines».

## Repartiment

### Actors principals
- Mercè Comes (Teresina)
- Mont Plans (Maria Teresa)
- Sílvia Aleacar (Tere)
- José Corbacho (Eugenio i Roger)
- Santi Millán (Pepe)
- Anna Barrachina (Angelina)
- Miquel Crespí (Tomàs)
- Filomena Martorell (Rosita i Marieta)
- Maria José Pérez (Paca i Rosariet)
- Carme Montornès (Montserrat)
- Xavi Tena (Rafa)
- Jaume Baucis (Sebastià)
- Esther Soto (Conxiteta)

### Actors col·laboradors
- Francesc Albet
- Joan Alonso
- Teresa Calafell
- Cristina López
- Filomena Martorell
- Fina Montornés
- Maria José Pérez
- Cesca Piñón
- Ferran Ros
- Eduard Sentís
- Esther Soto

### Col·laboracions especials
- Toni Albaladejo
- Jaume Albó
- Josep Castells
- Santiago Castro
- Núria Feliu
- Teresa Icart
- Agnès Mans
- Natàlia Milàn
- César Olivares
- Carme Peris
- Miquel Planas
- Rosor Rigau
- Seddik Saharaui
- la colla de geganters de Sitges i els gegants de Sitges

### Figuració
- Joan Carles Alegre
- Ramon Artigas
- Marta Barrachina
- Dolors Castells
- Tere Duro
- Maria Ángeles Esteras
- Teresa Ferrer
- Tere Font
- Josep Milán
- Albert Puig
- David Ramírez
- Juanjo Sánchez
- Neus Sanz
- Xavier Sentís

### Direcció
- Jordi Milán

### Realització
- Enric Banqué

### Coreografia
- Leo Quintana

### Escenografia i ambientació
- Castells i Planas de Cardedeu

### Assessor d'imatge
- Joan Alonso

### Vestuari
- Teresa Icart

### Caracterització
- Joan Alonso i César Olivares

### Perruqueria
- Enric Zaragoza

### Coordinació
- Carme Peris

### Management companyia
- Toni Albaladejo

### Producció
- Rita Managuerra
- Eugeni Margalló
- Josep M. San Agustín